# Darksiders III
Darksiders III es un videojuego perteneciente al género de rol de acción, desarrollado por los estudios Gunfire Games y publicado por la empresa THQ nordic. Es una secuela de Darksiders II y la tercera entrega numerada de la serie Darksiders. El lanzamiento del videojuego se produjo el 27 de noviembre del año 2018, para el sistema Microsoft Windows, y las plataformas PlayStation 4 y Xbox One.

## Argumento
La historia de Darksiders III tiene lugar paralelamente a los eventos de los dos videojuegos anteriores, en lo que se describe como un ruinoso planeta Tierra destruido por la guerra. Sigue a la protagonista Furia, hermana de los Jinetes del Apocalipsis en su búsqueda para perseguir y destruir a los siete pecados capitales. 
Furia es convocada por el Consejo abrasado y encargada de encontrar a uno de los mayores peligros para el consejo abrasado, los Siete Pecados Mortales; aun así el consejo desconfía de los jinetes por lo que uno de los vigilantes del consejo la acompañara en su búsqueda.
Al llegar a una Tierra posapocalíptica desgarrada por la guerra, Furia se encuentra con el primero de los pecados, Envidia. Tras la derrota de Envidia, Furia roba un talismán y lo usa como una prisión para mantener a Envidia junto con los otros pecados con los que se encontraría. No mucho después, encuentra su camino hacia un árbol llamado Haven, donde se encuentra con Ulthane, que es un personaje anterior de Darksiders 1, y algunos humanos sobrevivientes del apocalipsis. Ulthane le encarga a Fury que envíe cualquier Humano que encuentre a Haven. Luego se va para encontrar el siguiente pecado que es Wrath y Ulthane le proporciona la ubicación. Al llegar a luchar contra la ira, él se dedica a luchar y matar a los ángeles. Cuando ella casi mata a Wrath, ella convoca a su caballo Rampage, que es asesinado por un misterioso arma angelical. Fuera de la ira, Fury pierde el enfoque y Wrath la apuñala mientras él se burla de ella. Con su aliento moribundo, ella toma la espada en sus entrañas y la usa para apuñalar a Wrath en la cara, pero él no muere debido a que no fue encarcelado en el Talismán del pecado. Mientras Fury se moría en el suelo, un portal de fuego la lleva al Señor de los Hollows. El Señor de los Hollows es una entidad poderosa dentro de los Hollows que ayuda a Fury en su búsqueda para destruir a los Siete Pecados Mortales que ejerce el poder que permite a los Angels y Demons cansados de la guerra sin fin, a una liberación completa del ciclo de la vida, Muerte y renacimiento del pozo de las almas. El Señor hueco ayuda a Furia, pero sus propios objetivos siguen siendo desconocidos. El Señor Hollow intenta informar a Fury que está siendo manipulada por el Consejo Charred para sus maquinaciones, llegando incluso a llamarla ignorante y ciega a sus planes y mentiras. Aunque Furia lo niega,
Mientras Fury toma un pecado tras otro, el Señor de Hollows continúa dotándola de nuevos huecos para ayudar en su misión. Cuando llega a la fortaleza de Abraxis, Fury quiere saber por qué el Señor de Hollows quiere que Abraxis muera. Abraxis le dice a Fury que se acerca un nuevo señor oscuro y que solo se lo conoce como El Destructor. El demonio explica que el Señor de Hollows intenta vaciar el reino mortal para instalar un nuevo orden. Ya que esta es una opción en la historia, si decides creer en Abraxis, el demonio te agradecerá y te dará la bienvenida a la casa de su maestro en cualquier momento. Una vez que regreses al Señor de Hollows, todavía tendrás la opción de enfrentarlo en combate o elegir creerle. Si sigues a través de Abraxis, el Señor de Hollows simplemente será asesinado. Sin embargo, si acepta creerle al Señor de Hollows y se enfrenta a Abraxis, Lo mataré y tomaré su alma como premio. En el que el primero revelará detalles de su propio pasado y la corrupción de los consejos. De cómo el Señor de Hollows fue una vez un delegado bienvenido sentado en su mesa, pero pronto se desilusionó con sus obsesiones y medidas a medias para imponer el equilibrio; solo monitorea el primer y segundo reinos, mientras que deja al tercero para valerse por sí mismo. Culminando en suplicar ignorancia cuando en verdad dejan que la humanidad sea devastada por el apocalipsis prematuro en su guardia. Ir a explicar su hueco de las almas y confiar su voluntad a Fury fue su manera de reparar la eternidad de la inacción antes de acabar con su propia vida, mientras dejaba un nuevo elemento para que los jugadores lo usaran en el futuro.
Después de que Fury derrote a Pride, quien es el pecado final, ella hace referencia al Señor Hollow mientras presenta una sorprendente revelación después de su batalla. Que el consejo ha estado traicionando en secreto el Equilibrio a espaldas de todos desde el principio, le pregunta a Fury quién desató a los Siete Mortales sobre la Tierra o cómo fue que llegaron a poseer sus nuevos poderes para acabar con el jinete. La Observadora que ha estado siguiendo a Fury todo el tiempo se revela a sí misma como el verdadero pecado final del juego, la verdadera Envidia. Después de haber engañado a Fury y al Consejo para ayudarse a sí misma al absorber el resto de los pecados en su amuleto, Envy revela la verdad en las palabras de Pride después de tomar el talismán para ejercer los poderes de los atrapados en su interior. Con esa revelación revelada, Envy se aprovechó de la Furia debilitada.
El pecado continúa diciendo que el Consejo, al que Fury y sus hermanos sirvieron lealmente hasta ahora, los había traicionado desde el principio. Teniendo la intención de encabezar a los Caballeros y los Pecados en la planificación de la batalla para que ambas partes se destruyan entre sí, lo que resulta en una aniquilación mutua asegurada dirigida hacia el propio beneficio del consejo. Sin embargo, la envidia se jactaba de saber mejor, mientras se regocijaba de que los celos podían oler los celos. Habiendo asumido la identidad de un servidor de confianza con la intención de aprovechar cualquier cosa y todo lo disponible para ella; Desde el egoísmo de los jinetes hasta los trucos del Consejo para obtener el poder supremo para ella. En última instancia, Envy tiene la intención de enfrentar al Consejo carbonizado directamente con sus poderes mejorados para la propiedad de la Tierra y Furia sufre una fuerte caída. Pero ella sobrevive a su difícil situación con la ayuda de Humanos. El piloto había rescatado y se había entregado al cuidado de los Creadores. Ulthane la ayuda presentando un medio en el que había pasado toda la historia trabajando. Revelando que él sabía más de lo que estaba dejando pasar, el Blackhammer construyó una Piscina de Reflejos para llevarla al dominio del consejo y enfrentar a Envy, así como a sus anteriores señores. Reconociendo el extraño regalo de despedida que Fury le entregó después de haberlo obtenido de Hollow Lord, el primero lo rechazó por la noción de que no tenía derecho a juzgar a quién había elegido su compañero el Viejo. Con nueva determinación, Fury derrota a Envy y ata el pecado dentro de su propio talismán, pero el Consejo Charred ya no valora a Fury y quiere matarla junto con sus hermanos. Si tienes el misterioso sello de piedra, Fury lo usará para bloquear el Consejo carbonizado. El ataque, este último se detiene por temor a su poder. Aunque no conoce la identidad de la piedra, se da cuenta de que el consejo la aborrece y sabe que es una herramienta de gran poder.
Aunque lo indujo, Furia se resiste cuando le piden que se lo dé y lanzó el talismán que contenía los pecados en su lugar, lo detonó. Tras vencer al Consejo carbonizado y dejar que su ciudadela se derrumbara a su alrededor, ella se ve obligada a retirarse rápidamente a la Tierra. A su regreso a Haven, donde los fabricantes guardan los últimos restos humanos. Ella lo encuentra acosado por Demonios en el ejército del Destructor. Después de haber encontrado la epifanía en su viaje, Fury ahora se da cuenta de que esta guerra temprana fue motivada por el miedo celestial a la humanidad. Con las fuerzas del infierno dirigiéndose hacia su ubicación, los Creadores utilizan el mismo portal creado para violar la cámara del consejo como una estrategia de salida para salvar lo que queda de la humanidad. Fury juró proteger a los últimos humanos sobrevivientes y se prepara para partir. Ella solicita que Ulthane ayude a su hermano War de cualquier manera posible si se encuentran, ahora que él es inocente todo el tiempo. Mientras mira la pelea antes de partir, se da cuenta de que el único ser humano que ayuda a los Creadores a defenderse de los demonios es en realidad su hermano y sus compañeros jinetes; Lucha.
Con los sobrevivientes ahora seguros y escondidos en otro reino. En otros lugares, Lucifer sabe lo que Fury ha hecho y dependiendo de las elecciones de los jugadores. Se enoja con Lilith por no haber silenciado al Señor de Hollows cuando tuvo la oportunidad, pero todavía tiene la intención de llevar a cabo sus propios planes de destrucción.

## Jugabilidad
Darksiders III es un videojuego de acción y aventura. Los jugadores toman el control de Furia, hermana de Guerra y Muerte, dos de los cuatro jinetes del Apocalipsis, desde una perspectiva en tercera persona. Furia, es una maga que se describe como el más impredecible y enigmático de los Cuatro Jinetes, se basa en látigos, espadas, dagas y magia en combate. La furia puede adoptar múltiples formas elementales diferentes para mejorar sus capacidades de combate al otorgarle nuevas armas, ataques y habilidades de cruce. Una de estas muchas formas es una forma de llama.
Los enemigos son más fuertes que en las entregas anteriores, pero aparecen en números más pequeños durante los encuentros, para hacer que las batallas se sientan más personales, los enemigos derrotados pueden liberar Recompensas (videojuegos). Algunos enemigos de videojuegos anteriores regresan, mientras que otros enemigos son nuevos. El combate cerrado no es una característica, en un intento de contextualizar e interconectar todo lo que se encuentra dentro del entorno. El juego tiene lugar en un entorno continuo de mundo abierto donde la exploración juega un papel importante. Mientras se explora, Furia debe resolver acertijos y superar obstáculos de plataforma, algunos de los cuales hacen uso de su látigo. Dichos rompecabezas incluyen el uso de bombas y la forma de llama para volar vías y materiales obstruidos en el medio ambiente.
Darksiders III cuenta con un sistema de nivelación y un sistema de elaboración. Similar al de Guerra, pero diferente al de Muerte, Furia recolecta las almas de los enemigos y de los objetos en el ambiente, como una forma de moneda o un recurso prescindible. Según el desarrollador, las amenazas del mundo del videojuego se harán más fuertes a medida que el jugador progrese en la historia, igualando el poder de Furia cada vez que se derrota a un Pecado mortal.

## Desarrollo
Una tercera entrega de la serie Darksiders fue planeada originalmente por Vigil Games, sin embargo, el destino de su franquicia estaba amenazado debido a complicaciones financieras. Su compañía matriz THQ, se declaró en bancarrota en 2012. Los activos de la compañía se vendieron en una subasta, excluyendo Vigil Games, que se cerró junto con la compañía matriz, THQ. En abril de 2013, THQ comenzó un proceso para subastar la propiedad intelectual restante que aún no se había vendido, incluyendo a Darksiders. Varias empresas expresaron públicamente su interés en pujar por la franquicia, incluido el desarrollador japonés PlatinumGames y Crytek USA, una nueva subsidiaria de Crytek dirigida por el ex CEO de Vigil David Adams, y principalmente compuesta por antiguos empleados de Vigil. Adams había expresado su interés en permitir que los Darksiders regresaran "a casa" con sus creadores. El 22 de abril de 2013, Darksiders, junto con Red Faction y MX vs. ATV, fueron adquiridos por Nordic Games en la transacción final de los activos de THQ. El 14 de junio de 2013, Nordic Games declaró en una entrevista con Joystiq que los fanáticos «no deberían buscar un Darksiders 3 dentro de dos años».
El 2 de mayo de 2017, apareció una lista de productos para Darksiders III en Amazon.com. El videojuego fue anunciado oficialmente el mismo día por el editor THQ Nordic, siendo desarrollado por Gunfire Games. El equipo de desarrollo consiste en gran parte en antiguos empleados de Vigil Games, cuyo trabajo previo incluye el desarrollo de los dos primeros juegos de Darksiders.

## Recepción

### Crítica
Darksiders III recibió revisiones de positivas a mixtas, según el la página de reseñas Metacritic.

### Ventas
El videojuego debutó en el puesto 32 en las listas de ventas de todos los formatos del Reino Unido. Según los informes, el videojuego logró vender 71,000 copias solo en Steam en su primera semana. El 18 de febrero de 2019, en un informe del trimestre financiero, THQ Nordic anunció que el videojuego ha recuperado su presupuesto de desarrollo y mercadotecnia y reiteró su compromiso con la franquicia.

## Secuela
Antes del lanzamiento del videojuego, el CEO de Gunfire Games declaró que si Darksiders III vendía más de 100,000 copias, entonces buscaría la creación de Darksiders 4.